# Menquerés
Menquerés (em grego clássico: Mencheres) ou Mencauor (Menkauhor) foi um faraó da V dinastia egípcia, geralmente colocado na sétima posição. Menquerés é o nome de coroação deste rei e significa "Eternos são as almas de Ré"; o seu nome de nascimento era Kalu.
De acordo com o Papiro Real de Turim terá reinado oito anos. O historiador Manetão atribui-lhe nove anos de reinado. O nome do rei está igualmente presente na lista real de Abido e na lista real de Sacará.
As relações familiares de Menquerés com outros monarcas da V dinastia são obscuras. Pensa-se que seria irmão ou filho de Niuserré, o seu antecessor. É também por alguns autores apontado como pai de Tanquerés; outros consideram que ambos seriam filhos de Niuserré ou que Menquerés seria apenas filho de Niuserré e Djedecaré filho de Neferefré. Desconhece-se o nome da consorte ou consortes de Menquerés.
Sabe-se que o rei enviou expedições às minas de cobre e turquesas do Sinai (Uadi Magara), como o tinham feito reis anteriores.
A nível de representações artísticas conhece-se uma pequena estátua de alabastro, que se encontra no Museu Egípcio no Cairo.
Segundo inscrições de túmulos privados o rei mandou construir um templo solar, denominado Akhet-Ré ("O Horizonte de Ré"). Este templo não foi até hoje identificado, sendo provável que se localizasse em Abusir ou em Sacará. Foi o último templo solar construído por um rei da V dinastia, já que os seus dois sucessores abandonaram a prática (julga-se que por motivos económicos e não religiosos).
A pirâmide deste rei não foi até hoje identificada, sabendo-se que se chamava "Divinos são os locais de Ré". Alguns consideraram que seria a pirâmide número 50 de Lepsius em Dachur; a ser correcta esta identificação, representaria o abandono de Abusir como necrópole real. Para outros autores, a sua pirâmide seria a chamada "Pirâmide sem cabeça" situada em Sacará norte, a este do complexo funerário de Teti. Em Sacará norte alguns indícios sugerem que na época do Império Novo desenvolveu-se um culto religioso em torno do rei, que teria sido divinizado.